# Alessandro Lazzarini (pilota motonautico)
Alessandro Lazzarini (Rovolon, 26 agosto 1947) è un pilota motonautico italiano.

## Carriera
Tra il 1977 e 1978, vince cinque gare corse sul Lago di Auronzo. Nel 1979 approda nella massima categoria del fuoribordo la OB 350. Sempre nello stesso anno partecipa la mondiale di Hannover piazzandosi al 7º posto. Nel 1981 diventa Campione Europeo nella competizione a squadre. Nel 1982 si piazza al 5º posto al Campionato Europeo.